# Stade d'Angondjé
Le stade d'Angondjé ou stade de l'Amitié sino-gabonaise est un stade de football situé dans la périphérie nord de Libreville, au Gabon, dans le quartier d'Angondjé. Il peut accueillir 40 000 personnes. C'est le deuxième plus grand stade du pays après le stade Omar-Bongo et avant le stade de Franceville. 

## Histoire
À l'origine, le stade de l'Amitié est un cadeau de la république populaire de Chine à l'État gabonais. Il est construit par Shanghai Construction Group. Cependant la destination du stade sera très vite orientée vers l'accueil des matchs de l'édition 2012 de la coupe d’Afrique des nations dont le Gabon est le pays hôte avec la Guinée équatoriale.
Alors que la rapidité d'exécution du chantier suscite des inquiétudes tant des populations que de la Confédération africaine de football, le gouvernement décide sa fermeture provisoire le 4 juin 2010 à la suite d'informations signalant la découverte de pierres d’un brillant jaune assimilées à l'or. La propagation de cette information a fait converger les populations des quartiers alentour décidées à trouver des pierres précieuses. Une dizaine de jours plus tard, le gouvernement décide de la réouverture du chantier.
Le 10 novembre 2011, le stade accueille sa première rencontre internationale alors que les travaux ne sont pas totalement achevés. Le Gabon est alors opposé au Brésil devant 32 723 spectateurs et s'incline sur le score de 2-0. 
L'inauguration officielle du stade intervient deux semaines plus tard, le 28 novembre 2011, par le président gabonais Ali Bongo Ondimba. La cérémonie est suivie d'une rencontre opposant l'équipe du Gabon des moins de 20 ans aux espoirs chinois qui se séparent sur un match nul 2-2.

## Déroulement des travaux
Démarré en janvier 2010, le stade de l’Amitié a été achevé en 22 mois. Plus de 600 ouvriers ont participé à la réalisation de cet édifice. Plusieurs difficultés ont été rencontrées. Les fortes pluies, la pénurie de matériaux de construction, les problèmes de « déguerpissement » des habitants d'Angondjé… S'y ajoutait le fait que les délais de livraison initiaux (26 mois) étaient jugés courts. Finalement, les délais furent respectés et même avancés de 4 mois. 
Au cours du match test ayant opposé les Panthères du Gabon au Brésil, l'état de la pelouse fut critiqué par les joueurs et par la presse. Une commande en urgence fut alors passée en Afrique du Sud afin de la renouveler totalement. Deux mois plus tard, la nouvelle pelouse était installée et prête pour la CAN 2012.

## Caractéristiques
L’originalité du stade tient à sa structure métallique en arc de cercle de 320 mètres de long, la plus grande d’Afrique, qui représente le pont d’amitié entre le Gabon et la Chine.
Le complexe sportif s'étend sur plus de 36 000 m2, il est composé d'un stade de 40 000 places assises, sept billetteries, une piste d'athlétisme aux normes internationales, un plateau sportif comprenant des terrains de handball, basket-ball, tennis et volley-ball, et un terrain d'entraînement.
Hormis les compétitions de football et d'athlétisme, le Stade de l’Amitié peut accueillir d’autres rencontres sportives grâce à sa zone réservée au saut en longueur et au triple saut ainsi qu'à ses terrains de handball et de tennis.
À cela s'ajoutent un bâtiment accessoire pour les terrains d'entraînement, des équipements réservés aux activités physiques et sportives, la route encerclant le stade, des parkings, une clôture, la canalisation, le système anti-incendie, etc.

## Espace consacré à «Pelé»
À l'occasion de la finale de la coupe d'Afrique des nations 2012, Edson Arantes do Nascimento, dit Pelé, fut invité par Ali Bongo, chef de l’État gabonais. Sa présence à Libreville fut l'occasion de lui consacrer le hall VIP du stade où trône désormais une exposition de photographies retraçant les grands moments de la carrière du plus grand footballeur de tous les temps. Pelé a également dévoilé un buste à son effigie qui est exposé dans la même salle. Enfin, ses empreintes de pieds furent conservées dans du plâtre afin de compléter l'exposition.

## Événements

### Première rencontre
Avant même son inauguration officielle, le stade de l’Amitié sino-gabonaise d’Angondjé a accueilli une rencontre internationale le 10 novembre 2011 qui opposait la sélection nationale du Gabon à celle du Brésil.
|              | Date             | Rencontre      | Score | Affluence |
| ------------ | ---------------- | -------------- | ----- | --------- |
| Match amical | 10 novembre 2011 | Gabon - Brésil | 0 - 2 | 32 723    |

### Match inaugural
Le stade de l’Amitié sino-gabonaise d’Angondjé est officiellement inauguré le 27 novembre 2011 par une rencontre amicale opposant la sélection U20 du Gabon à celle de la Chine.
|              | Date             | Rencontre             | Score | Affluence |
| ------------ | ---------------- | --------------------- | ----- | --------- |
| Match amical | 27 novembre 2011 | Gabon U20 - Chine U20 | 2 - 2 | 32 000    |

### CAN 2012
Le stade de l’Amitié sino-gabonaise d’Angondjé a accueilli neuf rencontres de la 28e Coupe d'Afrique des nations de football 2012. Initialement, les matchs se déroulant à Libreville devaient se jouer dans le stade Omar-Bongo rénové pour l’occasion, mais les travaux ont pris tellement de retard que les Gabonais ont demandé aux Chinois d’accélérer la construction d’un nouveau stade baptisé Angondjé, qui aura duré environ 22 mois.
|                 | Date             | Rencontre              | Score             | Affluence |
| --------------- | ---------------- | ---------------------- | ----------------- | --------- |
| 1er tour        | 23 janvier 2012  | Gabon - Niger          | 2 - 0             | 38 000    |
| 1er tour        | 23 janvier 2012  | Maroc - Tunisie        | 1 - 2             | 18 000    |
| 1er tour        | 27 janvier 2012  | Tunisie - Niger        | 2 - 1             | 20 000    |
| 1er tour        | 27 janvier 2012  | Gabon - Maroc          | 3 - 2             | 35 000    |
| 1er tour        | 31 janvier 2012  | Maroc - Niger          | 1 - 0             | 4 000     |
| 1er tour        | 1er février 2012 | Mali - Botswana        | 2 - 1             | 20 000    |
| Quart de finale | 5 février 2012   | Mali - Gabon           | 1 - 1 (tab : 5-4) | 30 000    |
| Demi-finale     | 8 février 2012   | Mali - Côte d'Ivoire   | 0 - 1             | 32 000    |
| Finale          | 12 février 2012  | Zambie - Côte d'Ivoire | 0 - 0 (tab : 8-7) | 40 000    |

### Trophée des Champions 2013
Le stade de l’Amitié sino-gabonaise d’Angondjé est le théâtre de la 18e édition du Trophée des champions qui oppose à chaque début de saison le champion de France au vainqueur de la Coupe de France.
|                       | Date        | Rencontre                                   | Score | Affluence |
| --------------------- | ----------- | ------------------------------------------- | ----- | --------- |
| Trophée des champions | 3 août 2013 | Paris Saint-Germain - Girondins de Bordeaux | 2 - 1 | 34 658    |

### CAN 2017
Le stade de l’Amitié sino-gabonaise d’Angondjé a accueilli neuf rencontres de la 31e Coupe d'Afrique des nations de football 2017.
|                 | Date             | Rencontre                | Score            | Affluence |
| --------------- | ---------------- | ------------------------ | ---------------- | --------- |
| 1er tour        | 14 janvier 2017  | Gabon - Guinée-Bissau    | 1 - 1            |           |
| 1er tour        | 14 janvier 2017  | Burkina Faso - Cameroun  | 1 - 1            |           |
| 1er tour        | 18 janvier 2017  | Gabon - Burkina Faso     | 1 - 1            |           |
| 1er tour        | 18 janvier 2017  | Cameroun - Guinée-Bissau | 2 - 1            |           |
| 1er tour        | 22 janvier 2017  | Cameroun - Gabon         | 0 - 0            |           |
| 1er tour        | 23 janvier 2017  | Tunisie - Zimbabwe       | 4 - 2            |           |
| Quart de finale | 28 janvier 2017  | Burkina Faso - Tunisie   | 2 - 0            |           |
| Demi-finale     | 1er février 2017 | Égypte - Burkina Faso    | 1 - 1 (tab: 4-3) |           |
| Finale          | 5 février 2017   | Cameroun - Égypte        | 2 - 1            |           |